# Михаил Дойчев
Михаил Дойчев Димитров е български партизанин, офицер, полковник.

## Биография
Роден е на 1 септември 1919 г. в бургаското село Каблешково, днес град. През 1937 г. става член на РМС, а от 1940 г. и на БКП. Секретар е на организацията в родното си село. Участва в организирането на комунистически и ремсови ядра в двадесет и четвърти пехотен полк. През 1942 г. е осъден на доживотен затвор, а на следващата година избягва. Става партизанин и командир на камчийската чета. Политически комисар на Партизански отряд „Народен юмрук“ (април 1944). След разбиването на отряда на 20 юни 1944 г. е политкомисар на варненския Партизански отряд „Васил Левски“ (юли 1944). След 9 септември 1944 г. работи в Областния комитет на БКП в Бургас. Там завежда военния отдел. През 1947 г. завършва едногодишна партийна школа. Влиза в българската народна армия. От 1950 до 1951 г. е директор на мина „Черно море“. Между 1951 и 1957 г. е директор на мина „Георги Димитров“ в Перник. В периода 1957 – 1965 е директор на Държавния металургичен завод „Ленин“ в Перник От 5 ноември 1962 до 14 април 1965 г. и кандидат-член на ЦК на БКП. С указ № 192 от 29 април 1962 г. е обявен за герой на социалистическия труд на България. Награждаван е още с два ордена „Георги Димитров“, „Народна свобода 1941 – 1944 г.“ – II ст., „9 септември 1944 г.“ – II ст. и „Червено знаме на труда“. Умира на 20 април 1965 г. в Перник.